# Salvador García Pancha Verda
Salvador García, alias Pancha Verda (Beniopa 1891 - Cuart de Poblet 1964) fue un guitarrista y docente valenciano discípulo de Francisco Tárrega. Estudió composición y armonía con Manuel Palau en el Conservatorio de Valencia. Destacó como concertista y pedagogo.
Su padre regentaba el Hostal Pancha Verda en donde el guitarrista castellonense Francisco Tarrega pasaba largas temporadas. Estudió música en Valencia y ofreció numerosos conciertos por España y Francia. También realizó giras por India, Turquía, Egipto y China. 
Durante muchos años fue profesor en Gandía y entre sus alumnos más destacados podemos señalar a José Luis González, Antonio Company y Melchor Rodríguez
- Datos: Q24942782